# سحلية دودية تاونسندية
سحلية دودية تاونسندية (الاسم العلمي: Amphisbaena townsendi) هي نوع من الزواحف يتبع جنس السحلية الدودية من الفصيلة السحالي الدودية.